# City Circle (Мельбурн)
City Circle (рус. Городское Кольцо) — бесплатный трамвайный маршрут, курсирующий по центру Мельбурна, Австралия. Трамвайный маршрут предназначен в основном для туристов и пролегает мимо основных городских достопримечательностей.

## Маршрут

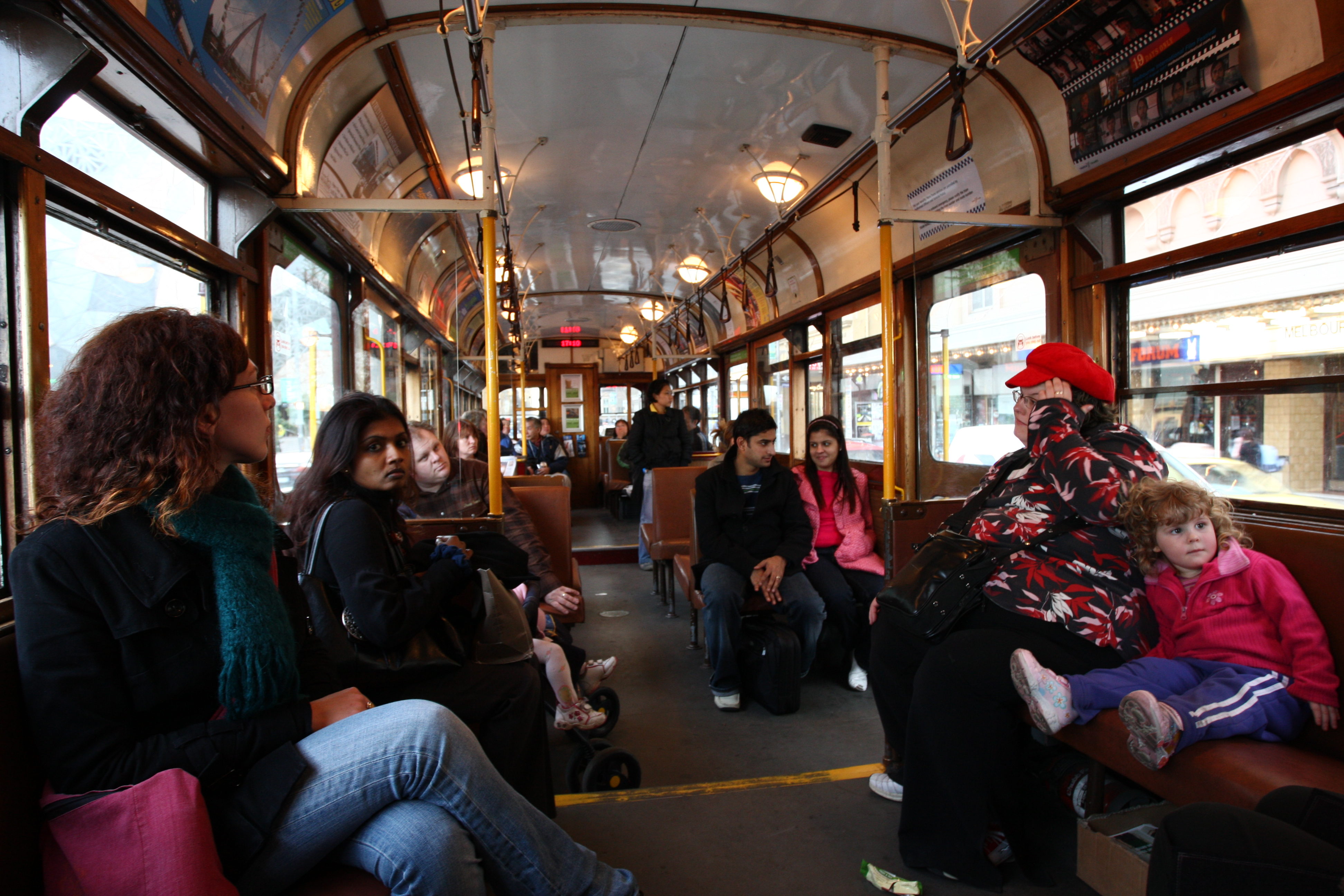
Интерьер трамвая

Маршрут трамвая пролегает по внешнему краю Сити с тремя отворотами. Трамвай следует по Латроуб-стрит, Эпсланаде Харбр и Флиндер-стрит. Далее по Спринг-стрит между Флиндерс-стрит и Берк-стрит, вдоль Николсон-стрит и Виктория-стрит, до поворота на Латроуб-стрит. На перекрестке Эспланады Харбор и Латроуб-стрит расположен отворот в сторону Доклендс и Городской Набережной.